# Congettura di Birch e Swinnerton-Dyer
In matematica, la congettura di Birch e Swinnerton-Dyer riguarda un particolare tipo di curve, le curve ellittiche nei numeri razionali. Questa congettura si basa sul fatto che le equazioni abbiano finite o infinite soluzioni razionali. Il decimo problema di Hilbert era simile, ma trattava delle equazioni diofantee, e ne è stata dimostrata l'indecidibilità.

## Contesto
Tra i problemi presentati da Hilbert, il decimo riguardava le equazioni diofantee, ovvero quelle equazioni in più incognite di cui si cercano le soluzioni intere. Nel 1970 Yuri Matiyasevich dimostrò che non esiste un metodo generale per risolverle. Tuttavia quando le soluzioni sono i punti di una varietà abeliana, la congettura di Birch e Swinnerton-Dyer afferma che la dimensione del gruppo dei punti razionali della curva è legata al comportamento di una certa funzione {\displaystyle z(s)}, per valori di {\displaystyle s} vicini a {\displaystyle 1}.

## Introduzione matematica
Nel 1922 Louis Mordell ha dimostrato il teorema di Mordell, che afferma che il gruppo di punti razionali su una curva ellittica è finitamente generato. Questo significa che per ogni curva ellittica vi è un sottoinsieme finito di punti razionali della curva, da cui tutti gli altri punti razionali possono essere ottenuti. Se il numero di punti razionali della curva è infinito, allora almeno un punto della base deve avere ordine infinito.
Il numero di generatori del gruppo dei punti razionali è chiamato rango della curva ellittica, ed è un'importante proprietà di invarianza delle curve ellittiche. Se il rango di una curva ellittica è {\displaystyle 0}, allora la curva ha solo un numero finito di punti razionali. D'altro canto, se il rango della curva è maggiore di {\displaystyle 0}, allora la curva ha un numero infinito di punti razionali. Sebbene il teorema di Mordell mostri che il rango di una curva ellittica è sempre finito, esso non fornisce un metodo efficace per calcolarlo per ogni curva. Il rango di alcune curve ellittiche può essere calcolato utilizzando metodi numerici, ma (allo stato attuale delle conoscenze) questi non possono essere generalizzati per gestire tutte le curve.
Ad ogni curva ellittica {\displaystyle E} si può associare una funzione funzione L {\displaystyle L(E,s)} attraverso la costruzione di un prodotto di Eulero utilizzando il numero di punti della curva su un campo finito di {\displaystyle p} elementi con {\displaystyle p} primo. Questa funzione L è analoga alla funzione zeta di Riemann e alle funzioni L di Dirichlet e si tratta di un caso particolare di una funzione L di Hasse-Weil.
La definizione di {\displaystyle L(E,s)} come serie converge solo per valori di {\displaystyle s} nel piano complesso con {\displaystyle \mathrm {Re} (s)>{\frac {3}{2}}}. Helmut Hasse ha congetturato che {\displaystyle L(E,s)} potrebbe essere estesa per prolungamento analitico in tutto il piano complesso. Questa ipotesi è stata dimostrata da Max Deuring per curve ellittiche con moltiplicazione complessa. È stato successivamente dimostrato che questo è vero per tutte le curve ellittiche, come una conseguenza del teorema di modularità.
Trovare punti razionali su una generica curva ellittica è un problema difficile. Trovare i punti su una curva ellittica modulo un numero primo {\displaystyle p} è invece concettualmente semplice, in quanto vi sono solo un numero finito di possibilità da controllare. Tuttavia, per grandi numeri primi è computazionalmente faticoso.

## Enunciato della congettura
La congettura di Birch e Swinnerton-Dyer asserisce che il rango {\displaystyle r} di una curva ellittica {\displaystyle E} è pari all'ordine di annullamento in {\displaystyle s=1} di {\displaystyle L(E,s)}.
Ossia valgono
{\displaystyle L^{(r)}(E,1)\neq 0}
e
{\displaystyle L^{(k)}(E,1)=0\quad \forall k<r.}

## Risultati parziali
La Congettura di Birch e Swinnerton-Dyer è stata dimostrata solo in alcuni casi particolari:
1. Nel 1976 John Coates e Andrew Wiles hanno dimostrato che, se {\displaystyle E} è una curva su un campo numerico {\displaystyle F} con moltiplicazione complessa per un campo quadratico immaginario {\displaystyle K} con numero di classe {\displaystyle 1}, se {\displaystyle F=K} o {\displaystyle F=\mathbb {Q} }, e se {\displaystyle L(E,1)\neq 0}, allora {\displaystyle E(F)} è un gruppo finito. Questo risultato è stata esteso al caso in cui {\displaystyle F} sia una qualche estensione abeliana finita di {\displaystyle K} da Nicole Arthaud-Kuhman, che ha condiviso l'ufficio con Wiles, quando erano entrambi studenti di Coates a Stanford.
2. Nel 1983 Benedict Gross e Don Zagier hanno dimostrato che se una curva ellittica modulare ha uno zero di ordine {\displaystyle 1} in {\displaystyle s=1} allora ha un punto razionale di ordine infinito; vedere il teorema di Gross-Zagier.
3. Nel 1990 Victor Kolyvagin ha dimostrato che una curva ellittica modulare {\displaystyle E} per cui {\displaystyle L(E,1)} non è uguale a zero ha rango {\displaystyle 0}, e una curva ellittica modulare {\displaystyle E} tale che {\displaystyle L(E,1)} ha uno zero di ordine {\displaystyle 1} in {\displaystyle s=1} ha rango uno.
4. Nel 1991 Karl Rubin ha mostrato che per le curve ellittiche definite su un campo quadratico immaginario {\displaystyle K} con moltiplicazione complessa per {\displaystyle K}, se la serie L della curva ellittica non è zero in {\displaystyle s=1}, allora la {\displaystyle p}-parte del gruppo di Tate-Shafarevich ha l'ordine previsto dalla congettura di Birch e Swinnerton-Dyer, per tutti i primi {\displaystyle p>7}.
5. Nel 1999, Andrew Wiles, Christophe Breuil, Brian Conrad, Fred Diamond e Richard Lawrence Taylor hanno dimostrato che tutte le curve ellittiche definite sul campo dei numeri razionali sono modulari (teorema di Taniyama-Shimura), che estende i risultati 2 e 3 a tutte le curve ellittiche sui razionali.

## Premio Clay Mathematics Institute
La congettura di Birch e Swinnerton-Dyer è uno dei sette problemi del millennio selezionati dal Clay Mathematics Institute, che offre un premio di 1 milione di dollari per la prima prova di tutta la congettura.